# جون كول (صحفي)
جون كول (بالإنجليزية: John Cole)‏ (23 نوفمبر 1927، بلفاست في المملكة المتحدة - 7 نوفمبر 2013 في المملكة المتحدة)؛ صحفي وروائي بريطاني. درس في جامعة لندن.

## روابط خارجية
- جون كول على موقع IMDb (الإنجليزية)